# Tahitia vescoana
Tahitia vescoana là một loài thực vật thuộc họ Tiliaceae. Đây là loài đặc hữu của Polynésie thuộc Pháp.